# Fiat Zero
O Zero 12-15HP é o primeiro modelo da Fiat com um motor de reduzida cilindrada (para a época) a ter sido fabricado em grande escala.
Com mais de 2000 exemplares vendidos e um custo de 8.000 liras (equivalente hoje a cerca de 23.350 euros) constituiu um importante sucesso para a marca nacional e internacionalmente.
Este compacto de 4 lugares atingia os 70 km/h de velocidade máxima. 

## Curiosidade
Pininfarina conta nas suas memórias que, com 18 anos, enquanto ainda trabalhava na oficina do irmão, fora encarregue por este de desenhar o radiador para o novo Fiat Zero. Sendo esta uma peça importante também para a aparência do novo carro, o próprio presidente da FIAT Giovanni Agnelli procedeu à escolha entre cerca de uma dúzia de modelos. Desses escolheu dois: o desenhado pela própria Fiat e o desenhado pelo jovem. Voltando-se para este perguntou-lhe qual preferia, ao que este respondeu que era o dele visto que tinha sido de sua concepção. Agnelli terá retorquido: "Então está decidido. Fica esse mesmo. Adeus."